# Saint-Merd-la-Breuille
 Saint-Merd-la-Breuille  es una comuna (municipio) de Francia, en la región de Lemosín, departamento de Creuse, en el distrito de Aubusson, en el cantón.de La Courtine.
Su población en el censo de 1999 era de 238 habitantes. 
Está integrada en la Communauté de communes des Sources de la Creuse.

## Demografía
| 371 | 416 | 330 | 271 | 238 | 238 |
| Para los censos de 1962 a 1999 la población legal corresponde a la población sin duplicidades (Fuente: INSEE [Consultar]) |     |     |     |     |     |